# 関さば
関さば（せきさば）は、豊予海峡（速吸の瀬戸）で漁獲され、大分県大分市の佐賀関で水揚げされるサバ。関あじとともに、水産品の高級ブランドとして知られ、地域団体商標も取得している。

## 特徴
豊予海峡は瀬戸内海と太平洋の境界に位置しており、水温の変化が少なく餌となるプランクトンが豊富で、潮流が速いため、この海域で生育するサバは肥育がよく身が締まっている。体色は金色がかり、腹部に線が入る。脂肪量の季節変化が小さい。
この海域は、波が高く海底の起伏が複雑で漁網を使った漁に適さないため、伝統的に「一本釣り」が行われてきた。また、重さを量ることなく水面の魚を見て大きさや重さを判断する「面買い」（つらがい）で売買され、出荷に際しては「活け締め」が施されるために内臓の寄生虫が筋肉に移ることが少ないとされる。
このような取り扱いにより、魚にストレスがかからず（ヒスタミンによる味の変化がない）、魚体に傷が付きにくく、鮮度が落ちにくいという特徴も有している。適度な脂肪を持ち、鮮度が落ちにくいという特徴から、関さばは刺身として生食されることが多い。
なお、関さばは回遊性が低く、この沿岸海域に根付く程度が高いため、回遊中に寄生するアニサキスなど寄生虫の筋肉への寄生の恐れが比較的低いとされているが、海域についての安全性には学術的な根拠はない。

## ブランド
サバについては、関あじが知られるまでは非常に低価格であったが、関あじ同様、美味ということが知られるようになってきた。
高級ブランドとしての認知が高まるにつれ、関あじ・関さばの偽物が出回るようになった。このため、佐賀関町漁協（現大分県漁業協同組合佐賀関支店）では、関あじ・関さばの商標を出願し、1996年に水産品として全国初となる商標登録が認められた。そして、出荷する関あじ・関さばの尾に一匹ずつ商標の入ったタグシールを付け、関あじ・関さば料理を提供している全国の料理店には特約加盟店の看板を掲示する等、ブランドの保護・育成に努めている。また、2006年10月には、地域団体商標（地域ブランド）の第1弾として関さばが登録されている。
2006年には、1缶5,000円の関さばの缶詰がマルハから発売され話題となった。